# Loasa pinnatifida
Loasa pinnatifida är en brännreveväxtart som beskrevs av John Gillies och George Arnott Walker Arnott. Loasa pinnatifida ingår i släktet Loasa och familjen brännreveväxter. Inga underarter finns listade i Catalogue of Life.